# Warwick (Unternehmen)
Das Unternehmen Warwick GmbH & Co Music Equipment KG (Aussprache: [ˈwɒwɪk]) ist ein deutscher Hersteller von E-Bässen der Marke Warwick und E-Gitarren der Marke Framus. 
Der Firmensitz ist in Markneukirchen im sächsischen Musikwinkel. Das Unternehmen hat keine Verbindung zum britischen Blasinstrumente-Hersteller Warwick Music Group.

## Geschichte

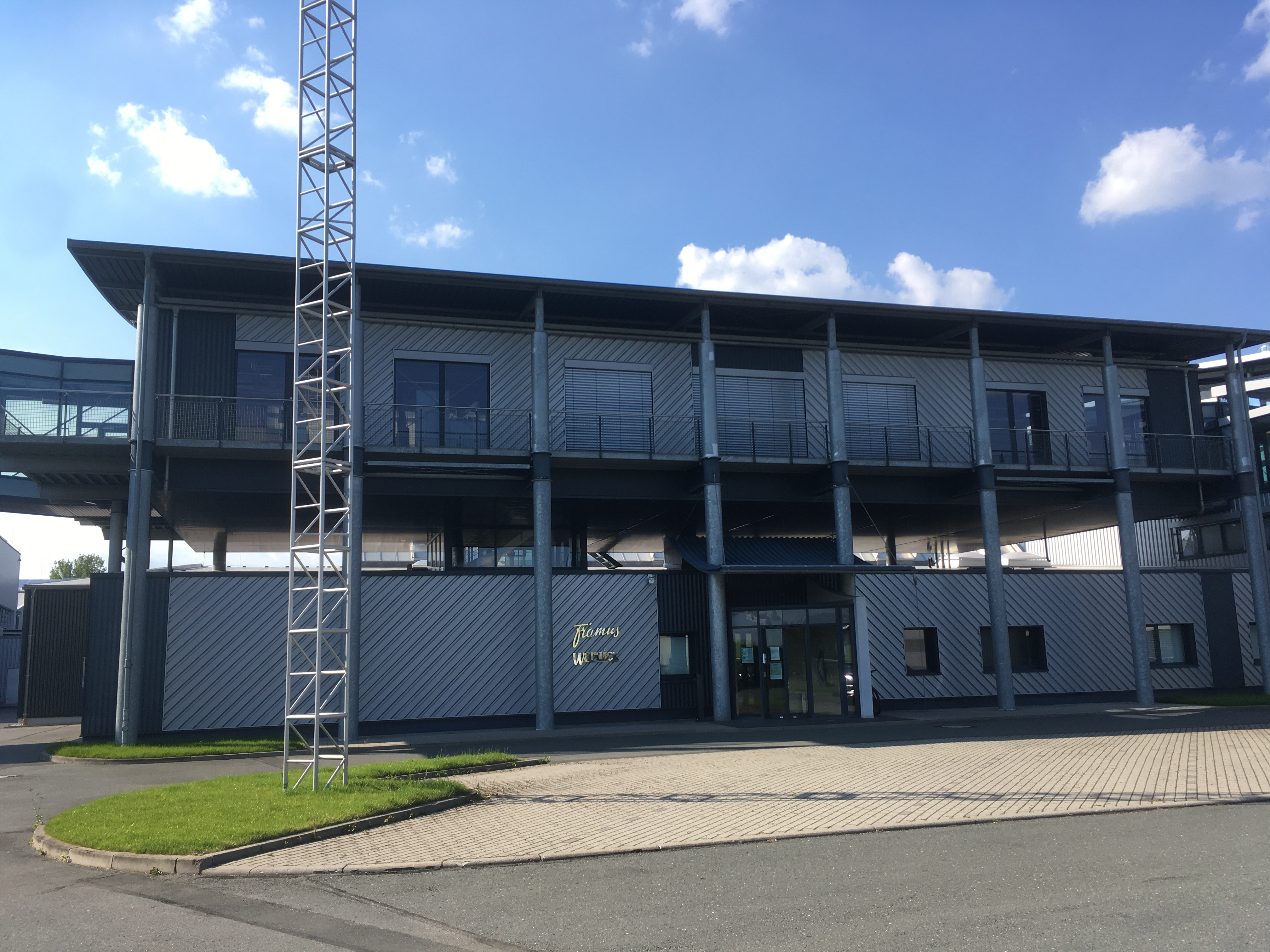
Produktionsstätte in Markneukirchen

Das Unternehmen wurde 1982 im oberfränkischen Pretzfeld von Hans-Peter Wilfer (* 1958), dem Sohn des Framus-Unternehmensgründers Fred Wilfer (1917–1996), gegründet. Ein erster international bedeutsamer Höhepunkt in der Firmengeschichte war der mit und für John Entwistle von The Who entwickelte Buzzard-Bass aus dem Jahr 1985.
Im Jahr 1995 wurden die Produktionsstätten in Franken geschlossen, und das Unternehmen bezog einen neuen Standort in Markneukirchen im Vogtland. Nachdem die Firma Framus Ende der 1970er Jahre Konkurs angemeldet und zu Beginn der 1980er Jahre die Produktion von E-Gitarren und E-Bässen eingestellt hatte, wurde die Marke 1995 von Warwick wieder neu belebt. Seitdem werden wieder E-Gitarren unter dem Label Framus hergestellt. Seit 1996 betreibt das Unternehmen ein Büro in Shanghai.
2009 produzierte das Unternehmen etwa 4000 E-Bässe und E-Gitarren.

## Technologie und Produkte

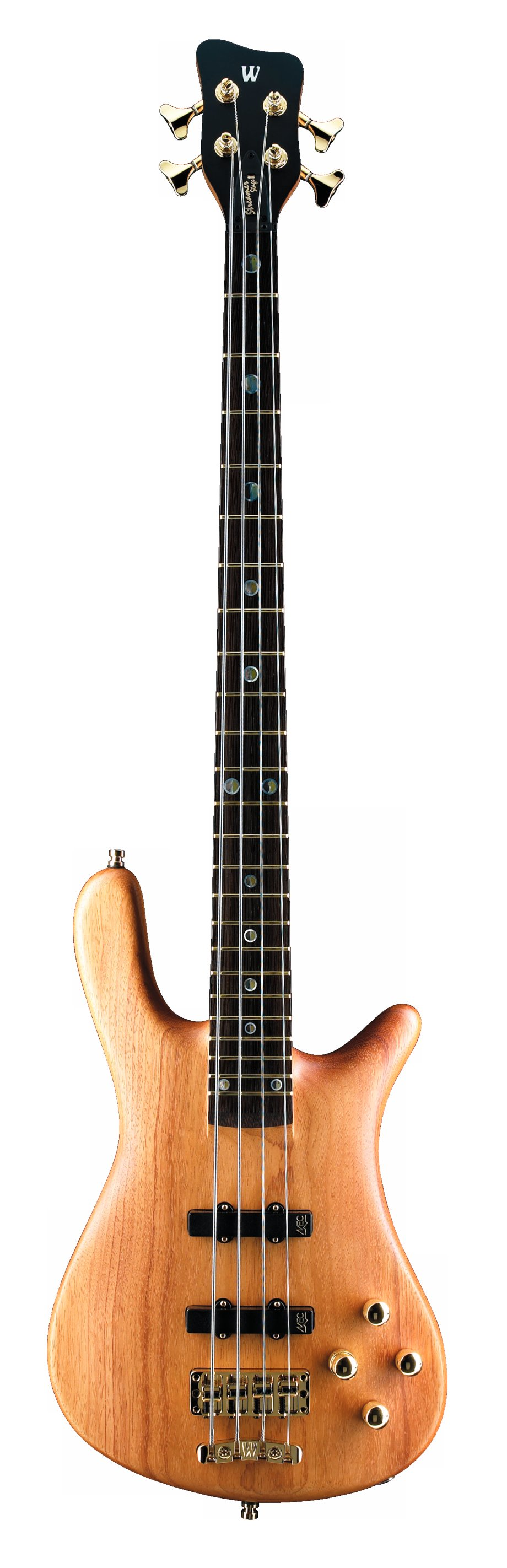
Warwick Streamer Stage II

Das erste Bass-Modell war der Nobby-Meidel-Bass. Das Instrument wurde ohne Kopfplatte („Headless“) und mit einem geradlinigen Korpus gestaltet. Dadurch wurde der Bass wenig kopflastig. Warwick verwendet für den Bau der Instrumente als neues Instrumentenholz Wenge für Korpus und Hals. Obwohl bei der Entwicklung und Herstellung der Instrumente neue Technologien und computergestützte Methoden verwendet werden, erfolgen viele Fertigungsschritte weiterhin in Handarbeit. Viele Bassmodelle sind bundlos oder mit Bünden mit vier, fünf oder sechs Saiten erhältlich. Zu den bekanntesten Modellen des Herstellers gehört das Modell Streamer.
Die Produktpalette des Unternehmens umfasst auch Bassverstärker, Boxen und Saiten. Daneben betätigt sich Warwick als deutscher Distributor für Unternehmen wie Digitech, Dunlop, Morley und weitere. Da Warwick-Bässe eher im oberen Preissegment angesiedelt sind, wurden zwei günstigere Linien namens „Pro Series“ („Teambuilt – Made in Germany“) und „Rockbass“ („Standard – Made in China“) eingeführt. Diese Instrumente sind im Design identisch, das Erfüllen individueller Kundenwünsche hinsichtlich Hardware, Hölzern und Lackierung ist im Gegensatz zur Produktlinie „Custom Shop“ („Masterbuilt – Handcrafted in Germany“) aber beschränkt.
Im Jahr 2015 wurde das Unternehmen Mitglied der „Initiative Deutsche Manufakturen“, die es sich laut Selbstdarstellung zur Aufgabe gemacht hat, den „besonderen Qualitätsanspruch der deutschen Manufakturen selbstbewusst zu repräsentieren“.

### Ökologisches Bewusstsein
Zu den Besonderheiten von Warwick zählt der im Jahr 2005 begonnene Umbau hin zu einer „grünen“ Produktion; das Unternehmen arbeitet nunmehr klimaneutral. Strom und Wärme stammen vollständig aus firmeneigenen Energiequellen. Dazu gehören eine Photovoltaik-, eine Windkraft- und eine Erdwärme-Anlage, eine Holzabfall- und eine Abluftheizung und ein ebenfalls firmeneigenes, erdgasbetriebenes Blockheizkraftwerk.
Das Holz für die Instrumente wird aus nachhaltiger Forstwirtschaft bezogen. Eine eigens entwickelte, auf wasserlöslichen Lacken basierende Lackierungsmethode ersetzt im Instrumentenbau sonst übliche, umwelt- und gesundheitsschädliche Verfahren wie Nitrozellulose- oder Polyurethanlackierungen. Seit dem Jahr 2011 arbeitet die Firma nach den Vorgaben des Eco Management and Audit Scheme, einem strengen und freiwilligen Umweltmanagement- und Umweltbetriebsprüfungssystem der Europäischen Union, das auf eine kontinuierliche Verbesserung des betrieblichen Umweltschutzes abzielt.
Im Jahr 2012 wurde Warwick Mitglied der Umweltallianz Sachsen. Im Jahr 2014 folgte die Aufnahme in die Initiative „Klimaschutz-Unternehmen“ des Deutschen Industrie- und Handelskammertages, deren Mitgliedsunternehmen sich laut Selbstdarstellung „freiwillig zu messbaren und ambitionierten Zielen bei Klimaschutz und Energieeffizienz verpflichtet“ und „bereits herausragende Leistungen betrieblicher Energieeffizienz bei Produkten, Dienstleistungen und Produktion erbracht“ haben.

## Schulungen
Seit 2012 ist das Unternehmen einmal jährlich Gastgeber eines „Bass Camps“, einer Lehrgangswoche, bei der Teilnehmer aus aller Welt die Möglichkeit erhalten, Instrumentenkurse bei bekannten Bassisten wie David Ellefson, Stuart Hamm, Hellmut Hattler, Alphonso Johnson, John Patitucci oder Victor Wooten zu belegen.
Die Veranstaltung wird ergänzt durch abendliche Spontankonzerte in der firmeneigenen „Music Hall“ und ein abschließendes Rock- und Jazz-Festival auf dem Unternehmensgelände. Im Jahr 2015 nahm das sächsische Unternehmen diese Veranstaltung zum Anlass, eine Kampagne gegen Rassismus zu starten.

## Endorser
Zu bekannten Warwick-Spielern gehören:

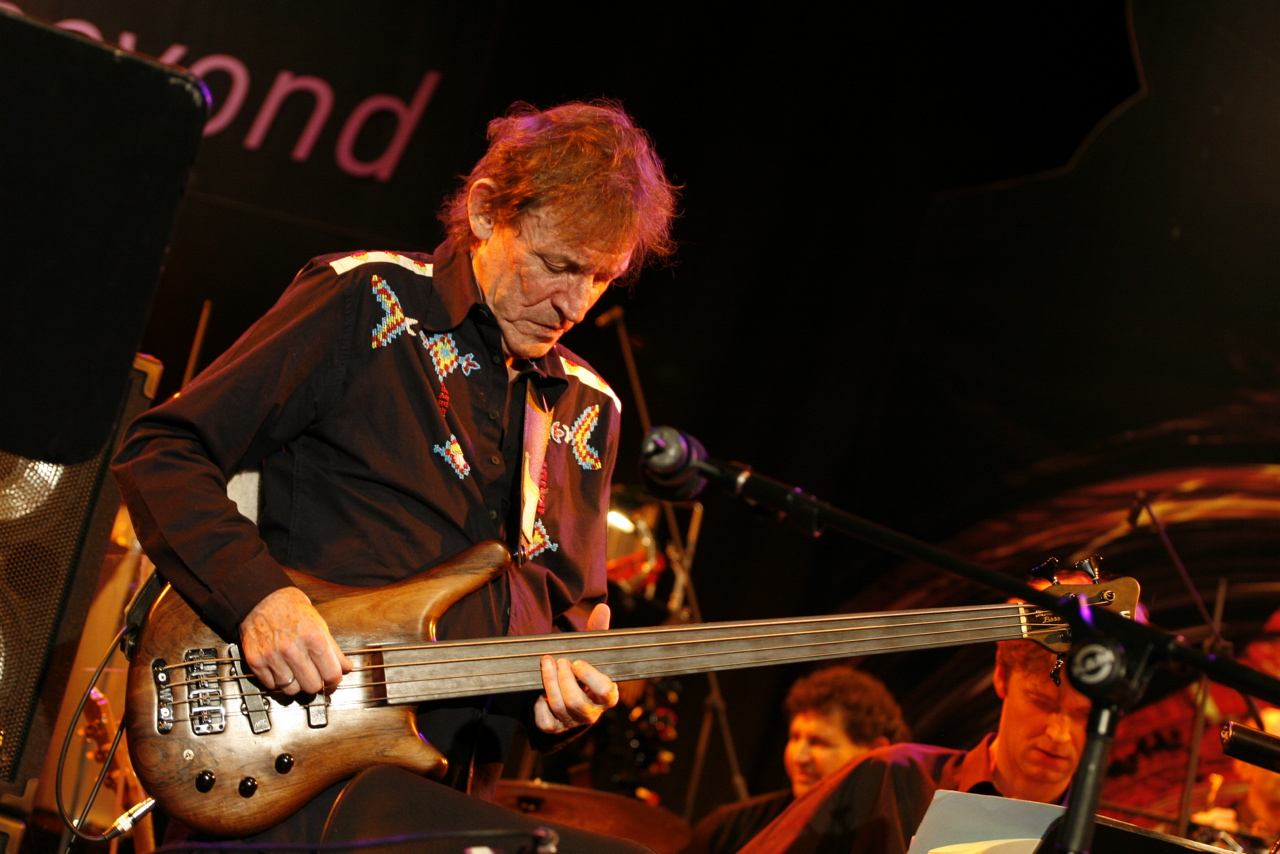
Jack Bruce mit Warwick-Bass, Frankfurt am Main 2006

| - Tom Angelripper - Steve Bailey - Peter Baltes - Jack Bruce - Francis Buchholz - Adam Clayton - Bootsy Collins - Kai Eckhardt - John Entwistle | - Tony Garnier - Rajko Gohlke - Larry Graham - Stuart Hamm - Jonas Hellborg - Marco Hietala - Colin Hodgkinson - Mike Inez - Alphonso Johnson | - Scott Reeder - Jäcki Reznicek - Sam Rivers - Wolfgang Schmid - Leland Sklar - T. M. Stevens - Robert Trujillo |

## Besondere Modelle

### Signature-Modelle

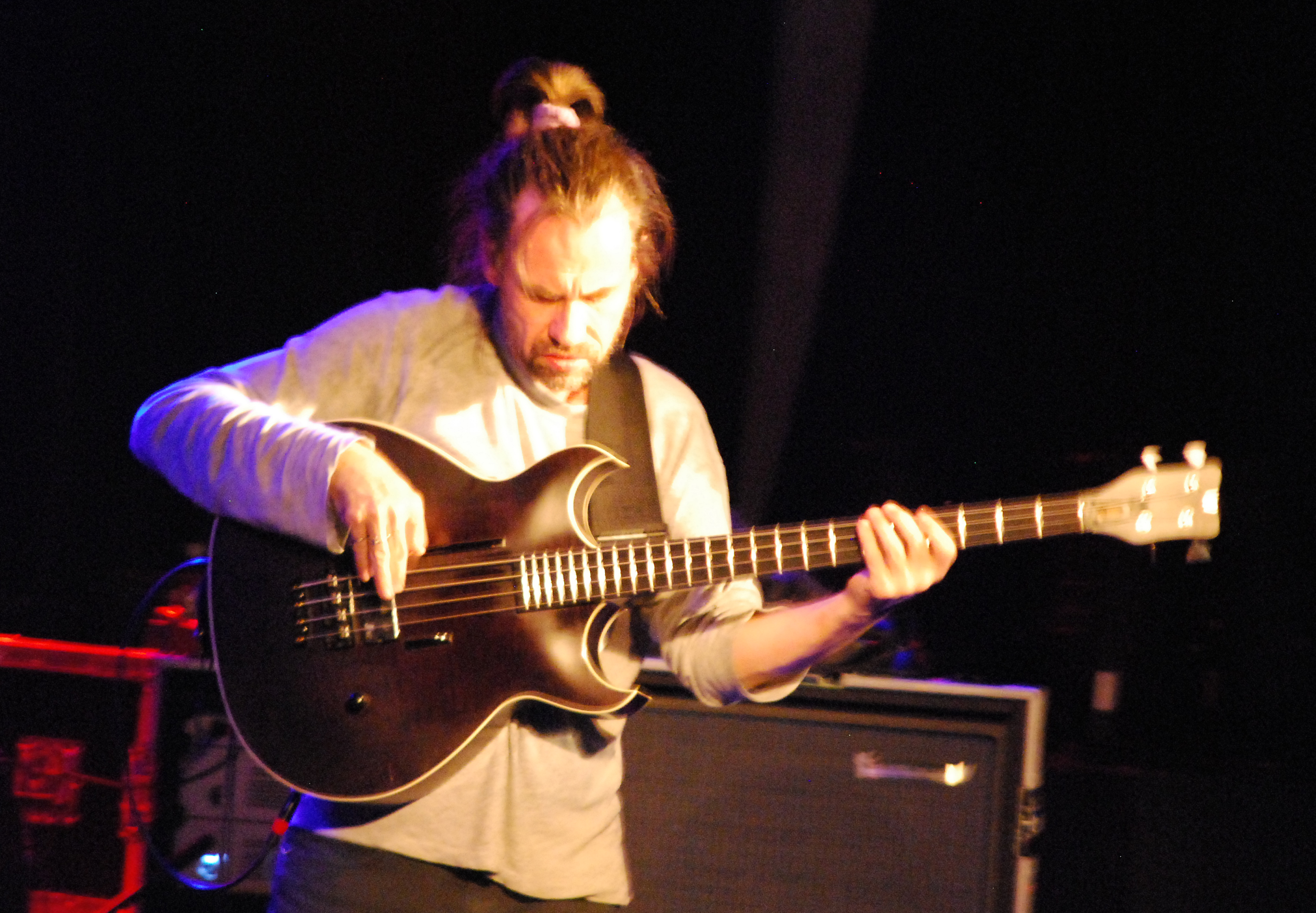
Jonas Hellborg mit Warwick-Bass, Innsbruck 2011

| - 1991 – Jack Bruce Signature Thumb - 1993 – Jimmy Earl Signature Streamer Stage II - 2002 – Buzzard John Entwistle Signature - 2005 – P-Nut I Signature Streamer Stage II - 2005 – Jack Bruce CRB (Cream Reunion Bass) - 2006 – P-Nut II Signature Streamer Stage II - 2006 – Jonas Hellborg Signature - 2006 – Jäcki Reznicek Signature Streamer - 2008 – Nobby Meidel Signature (Re-issue) - 2009 – TM Stevens Signature Streamer Stage I | - 2009 – Stuart Zender Signature - 2009 – P-Nut III Signature Streamer Stage II - 2010 – Bootsy Collins Signature (Orange Star) Infinity - 2010 – Robert Trujillo Signature Streamer - 2010 – Adam Clayton Signature Reverso - 2011 – Jack Bruce (Rio Rosewood Thumb Bass) - 2011 – Steve Bailey Signature Streamer - 2015 – Stuart Hamm Signature Streamer - 2015 – Adam Clayton Signature Streamer |

### Limited Editions

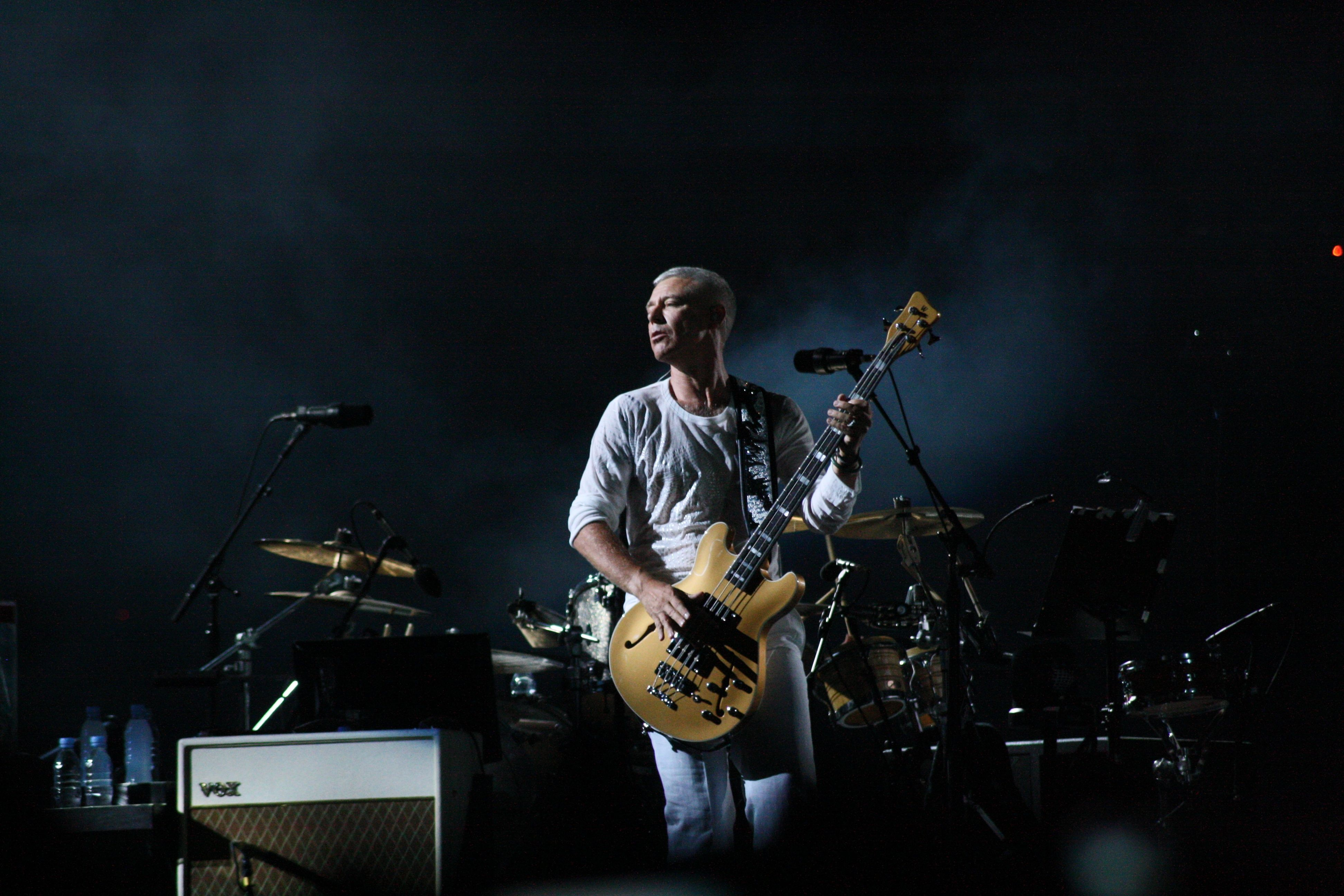
Adam Clayton mit Warwick-Bass, 2010

| - 1987 – Streamer 5th Anniversary LTD - 1989 – Streamer Stage I LTD 1989 - 1990 – Streamer Stage I LTD 1990 - 1991 – Streamer Corvette 1991 (Infinette) - 2000 – Infinity LTD - 2001 – Thumb Bolt-on LTD - 2002 – Corvette FNA Jazzman LTD - 2003 – Thumb "Bleach Blonde" LTD - 2004 – Corvette FNA LTD - 2005 – Corvette "Hot Rod" LTD - 2006 – Thumb Bolt-on “Dirty Blonde” LTD | - 2007 – Thumb “Flamin’ Blonde” LTD - 2008 – Streamer LX LTD - 2009 – Corvette $$ LTD - 2010 – Corvette NT Limited Edition 2010, 5-String - 2010 – Corvette NT Limited Edition 2010, 4-String Fretless - 2011 – Streamer LX Limited Edition - 2012 – Streamer Limited Edition 30th Anniversary - 2013 – Thumb BO Limited Edition - 2014 – Fortress Limited Edition - 2015 – Streamer LX Limited Edition - 2016 – Corvette $$ Limited Edition - 2017 – Thumb NT Limited Edition |

## Kritik
2009 stand das Unternehmen wegen angeblich schlechter Arbeitsbedingungen in der Kritik (Vorwurf: eingeschränkte Arbeitnehmerrechte wegen Behinderung der Gründung eines Betriebsrats, niedriges Lohnniveau). Arbeitnehmer und die Gewerkschaft IG Metall brachten diese nach einem Besuch des Bundespräsidenten Horst Köhler zum Ausdruck. Die sächsischen Landesbehörden nahmen Einblick in die Lohnabrechnungen und befanden: Tarifniveau, teilweise darüber, teilweise mittelstands- und vogtlands-typisch, keine Leiharbeiter, jährliche Lohnerhöhungen. Seit Sommer 2012 legte Warwick-Geschäftsführer Hans-Peter Wilfer die Umsätze, Gewinne und Verluste sowie gezahlten Löhne des Unternehmens in einigen Musikerforen offen und stellte sich Fragen, um negative Gerüchte über das Unternehmen zu entkräften.